# Santuario di Nostra Signora delle Grazie (Airole)
Il santuario di Nostra Signora delle Grazie è un luogo di culto cattolico situato nel comune di Airole, in via Madonna delle Grazie, in provincia di Imperia. Il santuario mariano fa parte della diocesi di Ventimiglia-San Remo.

## Storia e descrizione
Il santuario, intitolato a Nostra Signora delle Grazie, è situato a pochi chilometri dal paese di Airole su un promontorio circondato da oliveti. La chiesa fu edificata per iniziativa degli abitanti stessi nel 1801, su un poggio, dove erano già soliti salire annualmente per onorare la Madonna delle Virtù alla Rocca del Siestro.
La costruzione definitiva dell'attuale santuario, promossa dal parroco di Airole Giovanni Borfiga, anche a seguito dei gravi danni patiti nel terremoto di Diano Marina del 1887, si attuò nel XIX secolo per ospitare il notevole flusso di fedeli locali e di pellegrini all'interno del tempio religioso. I lavori furono ultimati nel 1899 e la chiesa fu benedetta l'11 ottobre del 1908; la cerimonia di benedizione del nuovo santuario avvenne alla presenza del vescovo di Ventimiglia Ambrogio Daffra. Nel 1933 su disegno dell'ingegnere Manlio Trucchi, e con la collaborazione dell'architetto Bosio di Ventimiglia, viene completata la facciata con la collocazione di un gruppo in pietra di Verona ritraente la Vergine tra due angeli.
La statua lignea della Madonna delle Grazie viene portata in processione in occasione della festa, che si svolge la prima domenica dopo Pasqua.